# Lasioglossum hofferi
Lasioglossum hofferi är en biart som beskrevs av Pesenko 1986. Lasioglossum hofferi ingår i släktet smalbin, och familjen vägbin. Inga underarter finns listade i Catalogue of Life.